# Rejuvenation (The Meters)
Rejuvenation è il quinto album del gruppo musicale The Meters, pubblicato dalla Reprise Records nell'ottobre del 1974.
Nel 2012 la rivista musicale Rolling Stone ha collocato Rejuvenation nella posizione numero 139 della sua classifica dei 500 migliori album di tutti i tempi.

## Tracce
Brani composti da Leo Nocentelli, Art Neville, Joseph Modeliste e George Porter Jr.
Lato A
1. People Say – 5:15
2. Love Is for Me – 3:49
3. Just Kissed My Baby – 4:42
4. What'cha Say – 3:27
5. Jungle Man – 3:23

Durata totale: 20:36
Lato B
1. Hey Pocky A-Way – 4:01
2. It Ain't No Use – 11:48
3. Loving You Is on My Mind – 3:13
4. Africa – 3:56

Durata totale: 22:58
Edizione CD del 2001, pubblicato dalla Rhino Records (8122-73547-2)
Brani composti da Leo Nocentelli, Art Neville, Joseph Modeliste e George Porter Jr.
1. People Say – 5:14
2. Love Is for Me – 3:51
3. Just Kissed My Baby – 4:40
4. What'cha Say – 3:25
5. Jungle Man – 3:23
6. Hey Pocky A-Way – 4:02
7. It Ain't No Use – 11:45
8. Loving You Is on My Mind – 3:15
9. Africa – 3:55
10. Hey Pocky A-Way – 3:27 – Bonus Track - Single Version
11. People Say – 3:08 – Bonus Track - Single Version

Durata totale: 50:05

## Musicisti
- Art Neville - organo, voce
- Leo Nocentelli - chitarra
- George Porter Jr. - basso
- Joseph Modeliste - batteria

Note aggiuntive
- Allen Toussaint e The Meters - produttori
- Wardell Querzegue - arrangiamenti
- Ken Laxton - ingegnere del suono